# Dufourea turkmenorum
Dufourea turkmenorum är en biart som beskrevs av Pesenko 1998. Dufourea turkmenorum ingår i släktet solbin, och familjen vägbin. Inga underarter finns listade i Catalogue of Life.